# Presentimento (film)
Presentimento è un film del 1956 diretto da Armando Fizzarotti.

## Trama
A Napoli, Massimo, fidanzato con la figlia della marchesa De Angelis, si innamora di Mariella, di famiglia modesta. La marchesa convince Massimo ad abbandonare Mariella e a sposare la figlia; dal matrimonio nasce la piccola Mariellina, ma Massimo rimane vedovo. Mariella, insegnante, viene trasferita a Salerno e porta con sé suo nipote Massimino. Massimino e Mariellina sono compagni di classe e diventano amici. In questo modo Massimo scopre che in realtà Massimino è suo figlio, e si riconcilia con Mariella.

## Produzione
Il film rientra nel filone dei melodrammi sentimentali, comunemente detto strappalacrime, in voga in quel periodo tra il pubblico italiano, in seguito ribattezzato dalla critica con il termine neorealismo d'appendice.
Il film venne prodotto dalla S.P.I.C. di Gilberto Carbone e distribuito nelle sale dalla Titanus.

## Distribuzione
La pellicola venne distribuita nel circuito cinematografico italiano il 22 dicembre del 1956.